# Palazzo Savorgnan

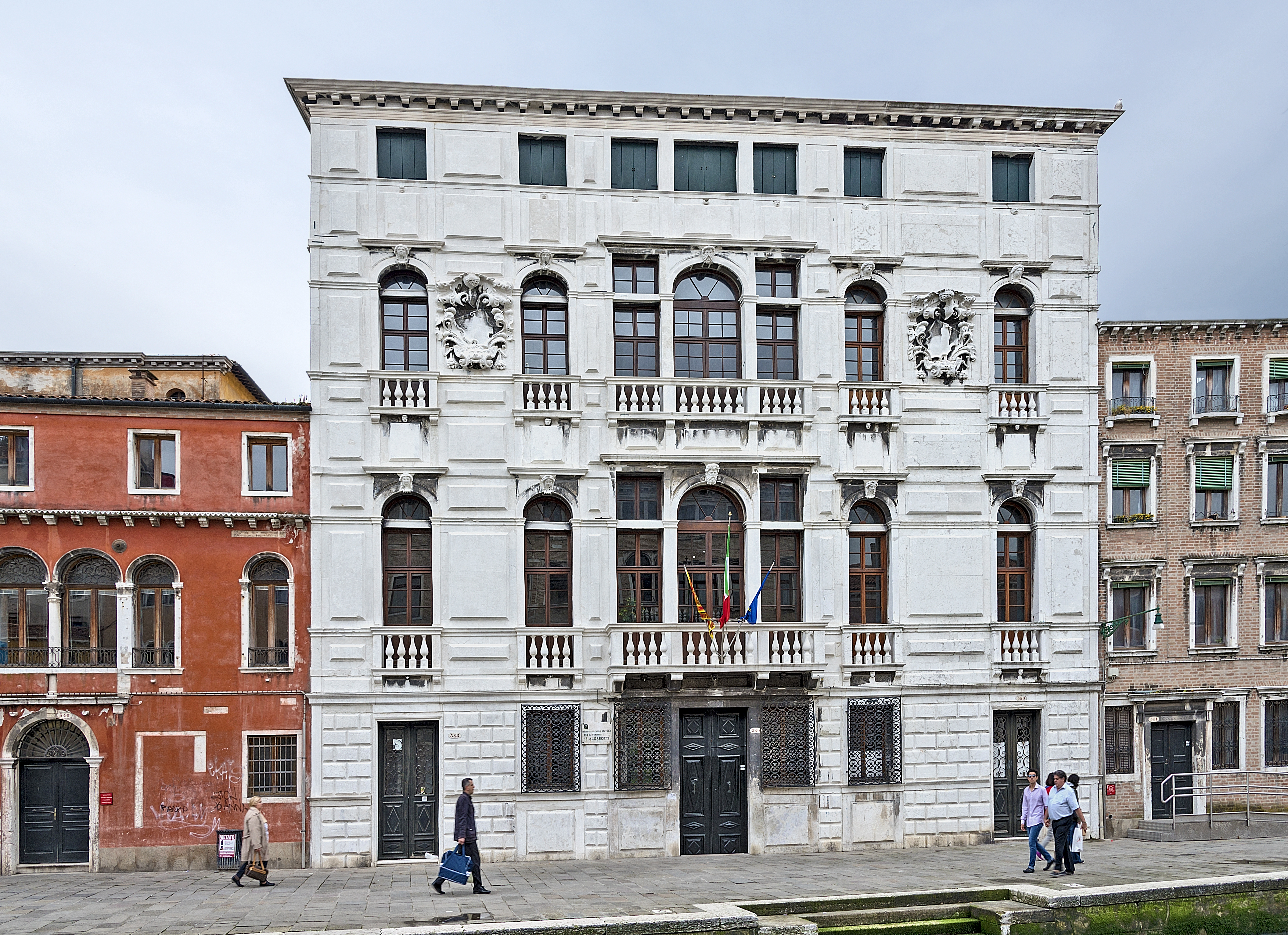
Hauptfassade des Palazzo Savorgnan

Palazzo Savorgnan ist ein Palast in Venedig in der italienischen Region Venetien. Er liegt im Sestiere Cannaregio mit Blick auf den Canale di Cannaregio rechts vom Palazzo Venier Manfrin.

## Zuschreibung
Der Palast wurde im 17. Jahrhundert für die Adelsfamilie Savorgnan von Giuseppe Sardi geplant, der auch den benachbarten Palazzo Surian Bellotto entwarf. Der Palast ist klar von Baldassare Longhena inspiriert. Die Architekturstudentin Elena Bassi gibt allerdings zu, dass die Realisierung des Baus schließlich von Giuseppe Gaspari durchgeführt worden sein könnte, weil der Palast Ähnlichkeiten mit dem Ca’ Zenobio degli Armeni zeigt.

## Geschichte
1788 fiel der Palazzo Savorgnan einem schlimmen Brand zum Opfer, der viele Teile des Gebäudes beschädigte (vermutlich einschließlich der riesigen Dachgaube aus dem 18. Jahrhundert, die das Aussehen des Palastes entstellte), der den Beginn des Verfalls markierte, der mindestens bis zum Erwerb des Gebäudes durch die „Galvagnas“ 1826 andauerte. Diese Familie erhielt eine weitläufige Gemäldesammlung mit Werken von Jacopo Palma dem Älteren und anderen großen venezianischen Künstlern, die aber 1855, nach einer Auktion, zerstreut wurde. (Viele Werke der Sammlung Galvagna sind heute in der National Gallery in London ausgestellt.)
In den ersten Jahren des 20. Jahrhunderts wurde der Palast in ein Kollegium für Mädchen umgewandelt, aber 1968 fiel er an die Provinz Venetien. Heute ist er in gutem Zustand und beherbergt das „Technische Institut für Tourismus Francesco Algarotti“.

## Beschreibung

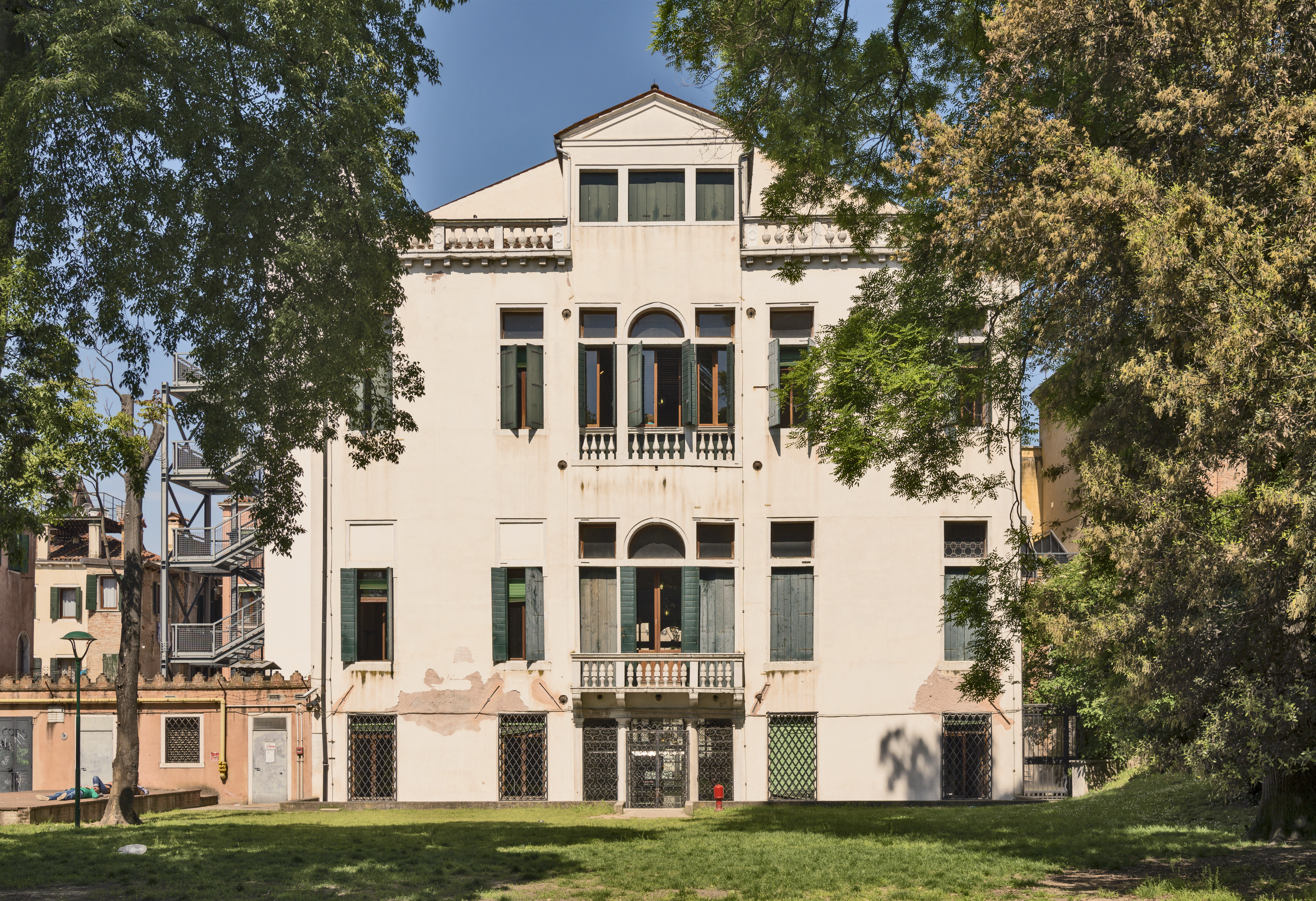
Gartenfassade des Palastes

Die breite Fassade erstreckt sich über vier Stockwerke, die durch Gesimse getrennt voneinander getrennt sind. Im Erdgeschoss, das in Bossenwerk gehalten ist, findet sich in der Mitte ein einfaches, rechteckiges Portal, flankiert von Einzelfenstern. Durch dieses Portal gelangt man in den großen, mit Säulen verzierten Empfangssalon (Protego).
In den beiden Hauptgeschossen haben alle Fensteröffnungen steinerne Rahmen mit Maskarons und Balustern: In der Mitte befindet sich ein breites, venezianisches Fenster und auf den Seiten zwei gewölbte Einzelfenster. Im zweiten Obergeschoss tragen zwei große Skulpturen Wappen. Das dritte Obergeschoss, eigentlich ein Mezzanin unter dem Dach, hat eine Fensteraufteilung, die denen der unteren Geschosse entspricht, versehen mit kleineren, quadratischen Einzelfenstern.
Die kürzliche Restaurierung der Fassade zum Rio di Cannaregio hinaus unter der Ägide der Provinz Venetien, Eigentümer des Komplexes, warf ein Schlaglicht auf die steinernen Mauerstrukturen des Werkes, die die Arbeitsweise der damaligen Arbeiter zeigt. Insbesondere sieht man dort die Art und Weise, wie Steinrahmen und Maskarons verankert wurden, die nicht nur über eine Verbindung mit der Mauerstruktur befestigt wurden, sondern auch mit den montierten, geschmiedeten Metallklammern. Weitere Metallstrukturen dienten dazu, die Hauptträger am Mauerwerk des Mezzanins zu befestigen und so eine architektonische Struktur zu schaffen, die in ihrer Gesamtheit funktioniert (Hauptfassade, Mauern, Dächer, Böden).
Hinter dem Palast öffnet sich mit dem Parco Savorgnan ein weitläufiger Garten, der ebenfalls gut erhalten ist; er ist mit dem Garten des Palazzo Venier Manfrin vereinigt und dient als öffentlicher Park. Im 19. Jahrhundert war dieser von verschiedenen Eingriffen betroffen: Der von 1802 durch Pietro Chezia und der von Baron Galvagna, der, inspiriert durch den englischen Garten, viele Bauernhäuser abreißen ließ, so neue Räume schuf und Wege, Gefälle, Hügelchen und Gebüsche anlegen konnte.